# 田淵久
田淵 久（たぶち ひさし、1911年〈明治44年〉8月6日 - 1995年〈平成7年〉4月4日）は、日本の政治家。岡山県岡山市長。

## 来歴
1911年（明治44年）岡山県岡山市生まれ。1939年3月、関西大学法学部政治学科卒業
。
大学卒業後は満州国へ渡り、満州国協和会に勤務。満州国興安総省興北地区指導科長等を務めた。1945年にシベリア抑留され、1950年帰国。香川県財田町長を経て、1955年5月、岡山市長に就任。岡山市名誉市民制度を制定したほか、姉妹都市提携をアメリカ合衆国カリフォルニア州サンノゼ市と結んだ
。
退任後に1959年の参院選に無所属で全国区に出馬するが落選、また1972年の衆院総選挙でも民社党公認で岡山県第1区から出馬するが落選している
。